# バリントン・J・ベイリー
バリントン・J・ベイリー(Barrington J. Bayley, 1937年4月9日 - 2008年10月14日）は、イギリスのSF作家。ワイドスクリーン・バロックの代表的作家の一人。代表作に『カエアンの聖衣』『禅銃』『ロボットの魂』など。

## 経歴
バーミンガムに生まれ、10歳の時にシュロップシャーに移る。12歳の時に『アスタウンディング』などのSF雑誌を読み始め、A・E・ヴァン・ヴォクト、チャールズ・L・ハーネスの影響を受ける。1954年に「ヴァーゴ・スタッテン・サイエンス・フィクション」誌5月号に短編Combat's Endが掲載されて作家としてデビュー、『オーセンティック』誌などに作品を発表する。1955年から57年までイギリス空軍で軍務に就いた後、ロンドンで様々な職業を経験しながらマイケル・ムアコックと知り合い、『ボーイズ・ワールド』誌に少年向けのヒーローもの作品を合作、その後も単独でヒーローもの活劇を新聞に連載する。また1959年にムアコックとの合作（マイクル・バリントン名義）で『ニュー・ワールズ』誌に作品を発表、1960年代にはP・F・ウッズ名義で『ニュー・ワールズ』、『サイエンスフィクション・アドベンチャー』誌などに作品を発表した。
1964年にムアコックが『ニュー・ワールズ』編集長になると、その最初の号に中篇『スター・ウィルス』を発表、以後同誌に作品を発表する。1960年台後半には、白子のエルリックを書いていたムアコックの影響でファンタジーにも興味を示した。ダブリン居住を経て、1969年に結婚。以後は少年期を過ごした地シュロップシャーに移り、様々な仕事をしながら長篇執筆を始める。
1970年に『スターウィルス』の長篇版が初めて米国のエース・ブックス社のエース・ダブルから発売される。その後の作品も含めスペースオペラ風の体裁で出版されたが、読者には支持されなかった。その後、時間線が衝突するという『時間衝突』、「服は人なり」という哲学を小説化した『カエアンの聖衣』などの、奇想天外なアイデアと奇妙なガジュットが頻出する特異なスタイルで少しずつ人気を高め、日本では安田均が評価したことから訳出が始まった。
アメリカではベイリーの理解者であったドナルド・A・ウォルハイムの編集するエース・ブック社で出版されていたが、ウォルハイムが1985年に病気で退くと、ベイリーの長篇を出版する出版社が無くなるという状況になる。1989年以降は「人間に興味が出てきた」と言って、社会性の強い作風となる。『インターゾーン』誌へ作品を発表し、短篇Tomy Atkinsは1990年の英国SF協会賞にノミネートされた。
2000年にウォーゲーム『ウォーハンマー・40000』のスピンオフ作品Eye of Terrorを15年ぶりの長編として発表。その後再評価の気運が高まり、2001年に旧作が再刊され、2002年に未発表の長篇2冊が刊行された。
2008年10月14日、大腸がんの合併症のため71歳で死去。

## 作品と人物
当初「ニューワールズ」で活動していたことから、ニュー・ウェーブ運動の影響を受けた、ポスト・ニューウェーブの作家と目され、「メタフィジカル・スペースオペラ」とも称される。実際にマイケル・ムアコックに親しく、ニューウェーブ系作家達の近くに住んでいた時期もあったが、ほとんど影響されなかったという。
日本では「奇想SF」「バカSF」などの分類をされることも多い。また、日本ではベイリーの作品はワイドスクリーン・バロックに当てはまるとされている。
最初ジョン・カーネルが編集長をしていた『ニュー・ワールズ』に投稿していた頃はまったく採用されず、友人の名前のP. F. Woodsにより投稿したところ以後すべての作品が採用されたというが、ベイリー自身はそれらが初期の作品より出来がよかったんだろうと述べている。
1970年代になってニューウェーブ以降の方向性としてアイデア重視を打ち出していたイアン・ワトスンらから評価され、ワトスンからは「形而上学的な思弁」を追求する作風を「SF界のボルヘス」と名付けられた。ムアコックもまたベイリーを高く評価しており、ムアコックが1974年に編集したアンソロジー『Best SF Stories from New Worlds 8』では収録10作のうちベイリーが4作を占めている。
ブルース・スターリングはベイリーを師と仰ぐとし、日本語版『時間衝突』に序文を寄せ、「ベイリーはサイエンス・フィクションの真実の魂の模範であり、完全無欠のお手本」とし、彼の『スキズマトリックス』はベイリーに多くを負っていると述べている。（創元推理文庫、1989年）
『禅銃』は1983年のフィリップ・K・ディック賞にノミネートされた。また『カエアンの聖衣』が1984年に、『禅銃』が1985年に、『時間衝突』が1990年に星雲賞海外長編部門を受賞。1996年に短篇「蟹は試してみなきゃいけない」A Crab Must Tryが英国SF協会賞短篇部門賞受賞、これが英語圏で初めての受賞となった。
『ロボットの魂』『光のロボット』は、自由意志を持つロボットのジャスペロダスの活躍する連作で、アイザック・アシモフの諸作とはまったく異なったスタイルのロボットSFとして注目される。
1979年に出た短編集The Seed of Evilでは、出版元のアリスン&バズビー社から印税が支払われず、裁判となった。

## 作品リスト
- 『スター・ウィルス（英語版）』（The Star Virus、1970年、大森望訳、東京創元社） 1992年
- Annihilation Factor 1972年
- Empire of Two Worlds 1972年
- 『時間衝突（英語版）』（Collision with Chronus、1973年、大森望訳、東京創元社） 1989年
- 『時間帝国の崩壊（英語版）』（The Fall of Chronopolis、1974年、中上守訳、久保書店） 1980年
- 『ロボットの魂（英語版）』（The Soul of Robot、1974年、大森望訳、東京創元社） 1993年
- 『カエアンの聖衣（英語版）』（The Garments of Caean、1976年、冬川亘訳、早川書房） 1983年、のち新訳版・大森望訳 早川書房） 2016年
- The Grand Wheel 1977年
- Star Winds 1978年
- 『シティ5からの脱出（英語版）』（The Knights of the Limits、1978年、浅倉久志他訳、早川書房） 1985年
「宇宙の探究」（The Exploration of Space、小隅黎訳）
「知識の蜜蜂」（The Bees of Knowledge、岡部宏之訳）
「シティ5からの脱出」（Exit from City 5、浅倉久志訳）
「洞察鏡奇譚」（Me and My Antronoscope、浅倉久志訳）
「王様の家来がみんな寄っても」（All the King's Men、浅倉久志訳）
「過負荷」（An Overload、岡部宏之訳）
「ドミヌスの惑星」（Mutation Planet、浅倉久志訳）
「モーリーの放射の実験」（The Problem of Morley's Emission、岡部宏之訳）
「オリヴァー・ネイラーの内世界」（The Cabinet of Oliver Naylor、安田均訳）
- The Seed of Evil 1979年（短編集）
"Sporting with the Chid" (1979)
"The God Gun" (1979)
"The Ship That Sailed the Ocean of Space" (1974, variant of "Fishing Trip" (1962))
"The Radius Riders" (1962)
"Man in Transit" (1972)
"Wizard Wazo's Revenge" (1979)
"The Infinite Searchlight" (1979)
"Integrity" (1964)
"Perfect Love" (1979)
"The Countenance" (1964)
"Life Trap" (1979)
"Farewell, Dear Brother" (1964)
"The Seed of Evil" (1973)
- 『永劫回帰 (小説)（英語版）』（The Phillars of Eternity、1983年、坂井星之訳、東京創元社） 1991年
- 『禅銃（英語版）』（The Zen Gun、1983年、酒井昭伸訳、早川書房） 1984年
- The Forest of Peldain 1985年
- 『光のロボット（英語版）』（The Rod of Light、1985年、大森望訳、東京創元社） 1993年
- Eye of Terror 2000年
- The Great Hydration 2002年
- The Sinners of Erspia 2002年
- 『ゴッド・ガン』 （日本オリジナル短編集、大森望, 中村融訳、早川書房） 2016年
「ゴッド・ガン」（The God-Gun、大森望訳）
「大きな音」（The Big Sound、大森望訳）
「地底潜艦〈インタースティス〉」（The Radius Riders、中村融訳）
「空間の海に帆をかける船」（The Ship that Sailed the Ocean of Space(The Fishing Trip) 、大森望訳）
「死の船」（Death Ship、中村融訳）
「災厄の船」（The Ship of Disaster、中村融訳）
「ロモー博士の島」（The Island of Dr. Romeau、中村融訳）
「ブレイン・レース」（Sporting with the Child、大森望訳）
「蟹は試してみなきゃいけない」（A Crab Must Try、中村融訳）
「邪悪の種子」（The Seed of Evil、中村融訳）